# Verkehrsleiteinrichtung

Verkehrsleiteinrichtungen verdeutlichen die Verkehrsführung

Verkehrsleiteinrichtungen zählen zur Straßenausstattung und verdeutlichen dem Verkehrsteilnehmer die Verkehrsführung. Die Funktion der Verkehrsleiteinrichtung muss besonders bei schlechten Sichtverhältnissen (Nebel, Schnee, Dunkelheit) gewährleistet sein. Sie verhindern, dass der Verkehrsteilnehmer von der Fahrbahn abkommt oder in den Gegenverkehr gerät.
Der Begriff ist nicht zu verwechseln mit dem Verkehrsleitsystem. Dabei handelt es sich um Maßnahmen und Einrichtungen zur Lenkung von Fahrzeugströmen im Straßennetz.

## Leitelemente
Verkehrsleiteinrichtungen sind:
- Leitpfosten
- Fahrbahnmarkierung
- Borde
- Betonschutzwände
- Schutzplanken
- Schneezeichen
- Leitschwellen und Leitwände
- selbstleuchtende Elemente (bspw. Verkehrsschildkröte)

## Mobile Einrichtungen

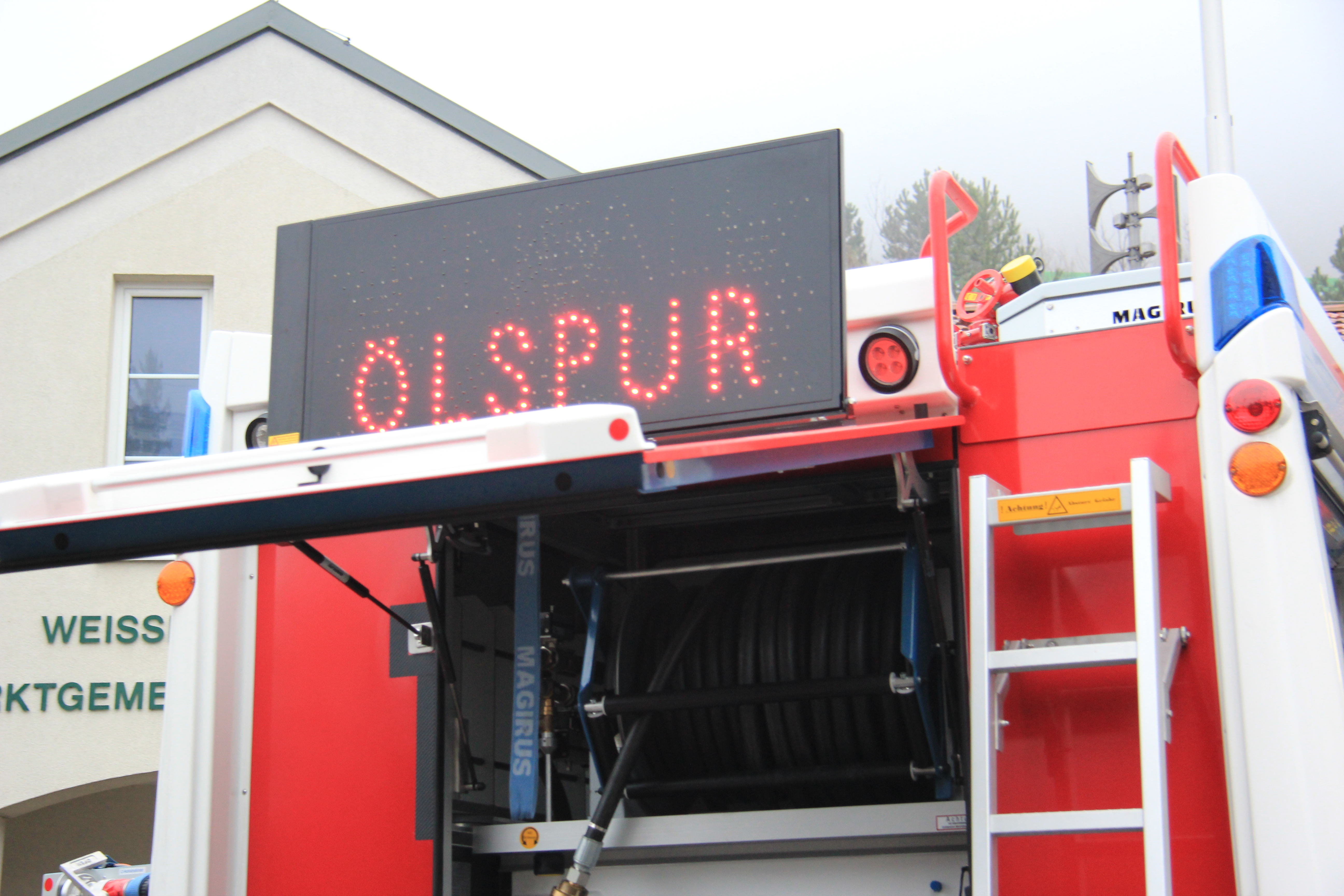
Feuerwehrfahrzeug mit variabler Leiteinrichtung

Für vorübergehende Einrichtung von Behinderungen oder Baustellen werden oft mobile Leiteinrichtungen verwendet. Diese können beispielsweise auf Anhänger montiert werden und an der jeweils notwendigen Stelle abgestellt werden. Leiteinrichtungen sind auch auf Schneepflugfahrzeugen montiert, um den nachkommenden Fahrzeugen zu signalisieren, ob und auf welcher Seite der Schneepflug überholt werden kann. Auch auf Einsatzfahrzeugen von Polizei oder Feuerwehr, die hauptsächlich bei Verkehrsunfällen eingesetzt werden, können Leiteinrichtungen montiert sein. 
Diese Einrichtungen können von einfachen Blinklichtern bis zu Anzeigen mit Laufschrift reichen.

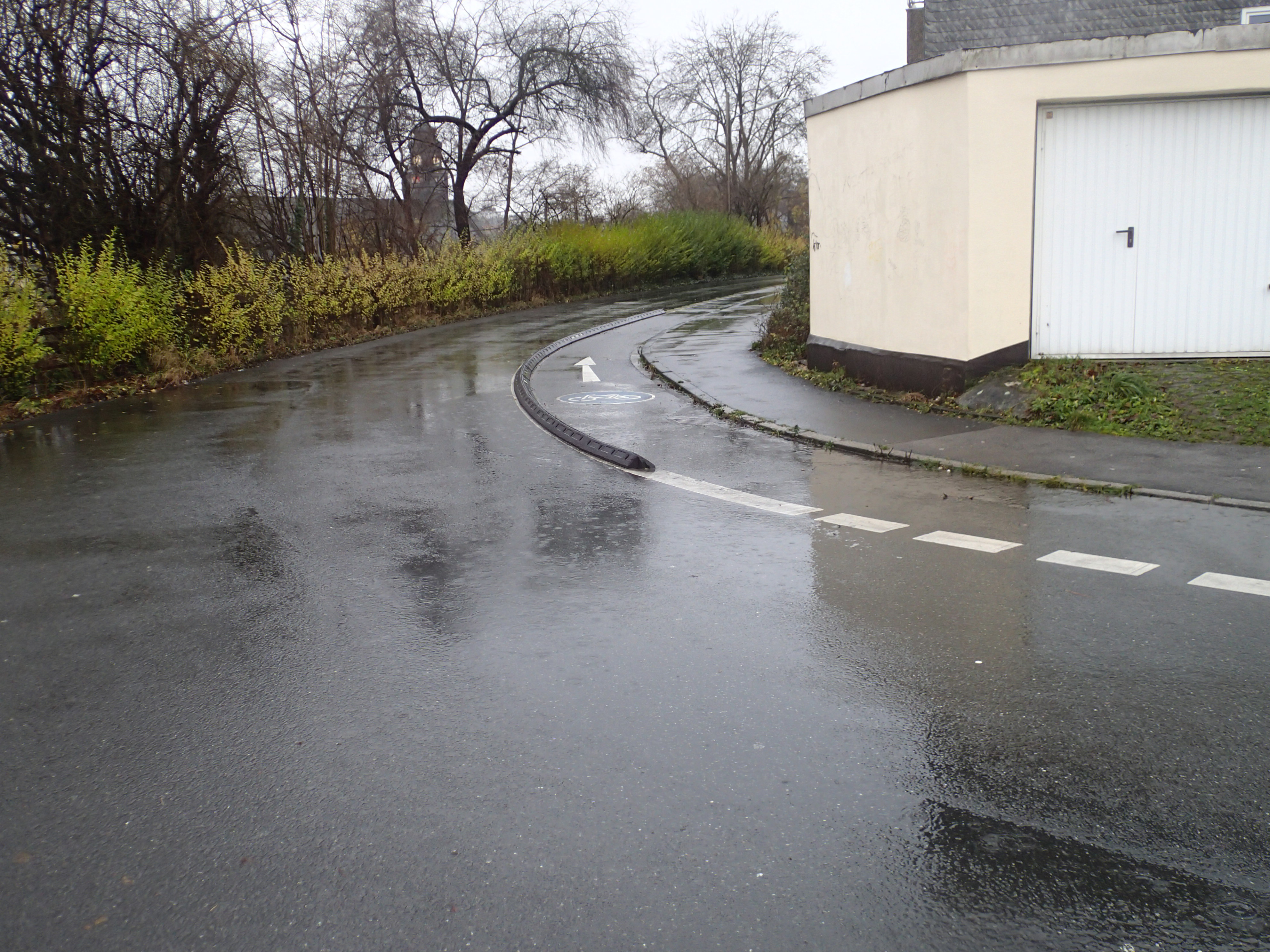
Leitschwelle zur Trennung von Fahrtrichtungen (Einbahnstraße mit Freigabe für Radfahrer)